# Luci Emili Mamercí (tribú)
Luci Emili Mamercí (en llatí Lucius Aemilius Mam. F. M. N. Mamercinus) va ser un magistrat romà. Formava part de la gens Emília i de la família dels Mamercí. Era fill de Mamercus Aemilius M. F. Mamercinus, que va ser tribú amb potestat consular.
Luci Emili Mamercí va ser també tribú amb potestat consular, càrrec que va ocupar en set ocasions: 391 aC, 389 aC, 387 aC, 383 aC, 382 aC, 380 aC i 377 aC.